# 李爾峽谷白色水上中心
李爾峽谷白色水上中心（英語：Lee Valley White Water Centre，簡稱LV）曾被稱為布羅克斯本白浪划艇中心（英語：Broxbourne White Water Canoe Centre），位於英國倫敦赫特福德郡；耗資超過三千萬英鎊興建的李爾峽谷白色水上中心於2010年12月9日由安妮公主主持官方開幕儀式，成為倫敦奧運首座落成的新興建奧運場館，並於翌年4月對外開放使用。李爾峽谷白色水上中心除了成為2012年的倫敦奧運輕艇激流項目賽事的奧運場館外，也是2015年世界輕艇激流錦標賽的比賽場地。

## 地理位置
李爾峽谷白色水上中心位於英國赫特福德郡沃爾瑟姆克羅斯以及雅息士郡沃爾瑟姆兩鎮之間的利河谷公園（Lee Valley Park）之中的利河谷國家公園（River Lee Country Park），即和倫敦紐漢區斯特拉特福奧林匹克公園作為2012年的倫敦奧運主賽區相距30（19英里）。

## 歷史
倫敦在申辦2012年夏季奧林匹克運動會主辦權時表示輕艇項目會於白金漢郡的多尼湖進行；及後倫敦奧運組委會在得到英國奧林匹克協會、國際輕艇總會以及國際奧委會的批准後於2008年4月16日宣布把輕艇激流賽事移師至利河谷國家公園興建一座進行輕艇激流賽事的奧運場館，並於翌年7月耗資3.1千萬英鎊興建。身兼國際奧委會委員的安妮公主於2010年12月9日為李爾峽谷白色水上中心主持官方開幕儀式，成為倫敦奧運首個落成的新興建奧運場館。李爾峽谷白色水上中心於2011年4月正式對外開放而成為該屆奧運會舉行前唯一一個對外開放的奧運場館；在該屆奧運會舉辦後，李爾峽谷白色水上中心將會作重新對外開放，但因主辦奧運而設在場館內的座位將會被移除以繼續提供一個休暇的划艇等相關水上活動的場地及比賽場地；至於李爾峽谷白色水上中心的擁有權、營運權及管理權均屬於利河谷公園管理局。

李爾峽谷白色水上中心平面圖

## 設施
李爾峽谷白色水上中心設有場館大樓一座、一個面積10,000平方（107,639平方英尺）人工湖泊以及由1,200個障礙物組成的兩條水道，分別是為國際標準賽道及中級賽道；而兩條水道也設有奧運標準輕艇激流班等課程。
- 比賽賽道：賽道合乎奧運標準，因而又被稱為奧運賽道；賽道長300（984英尺），其坡度為1.8%（97英尺/英里），而水流流暈及落差分別為每秒15 m3（530 cu ft）及5.5（18英尺）[1]。
- 中級賽道：賽道是為比賽賽道的熱身賽道，因而也被稱為熱身賽道；賽道長160（525英尺），其坡度為1%（53英尺/英里），而水流流暈及落差分別為每秒10.5 m3（370 cu ft）及1.6（5英尺）[1]。

## 外部連結
- 李爾峽谷白色水上中心的官方社交網頁 （页面存档备份，存于）
- London 2012 - Lee Valley White Water Centre reaches completion （页面存档备份，存于）

51°41′18″N 0°00′56″W / 51.6883°N 0.0156°W